# سیرل ویلکینسون
سیرل ویلکینسون (انگلیسی: Cyril Wilkinson; ۱ ژانویهٔ ۱۸۸۴ – ۱ ژانویهٔ ۱۹۷۰) بازیکن هاکی روی چمن و بازیکن کریکت اهل بریتانیا بود.